# نروی (مین)
نروی(به انگلیسی: Norway) شهری در ایالت مین کشور ایالات متحده آمریکا است که جمعیت آن در سرشماری سال ۲۰۱۰ میلادی، ۲٬۷۴۸ نفر بوده‌است.